# CSS Orbital Technologies

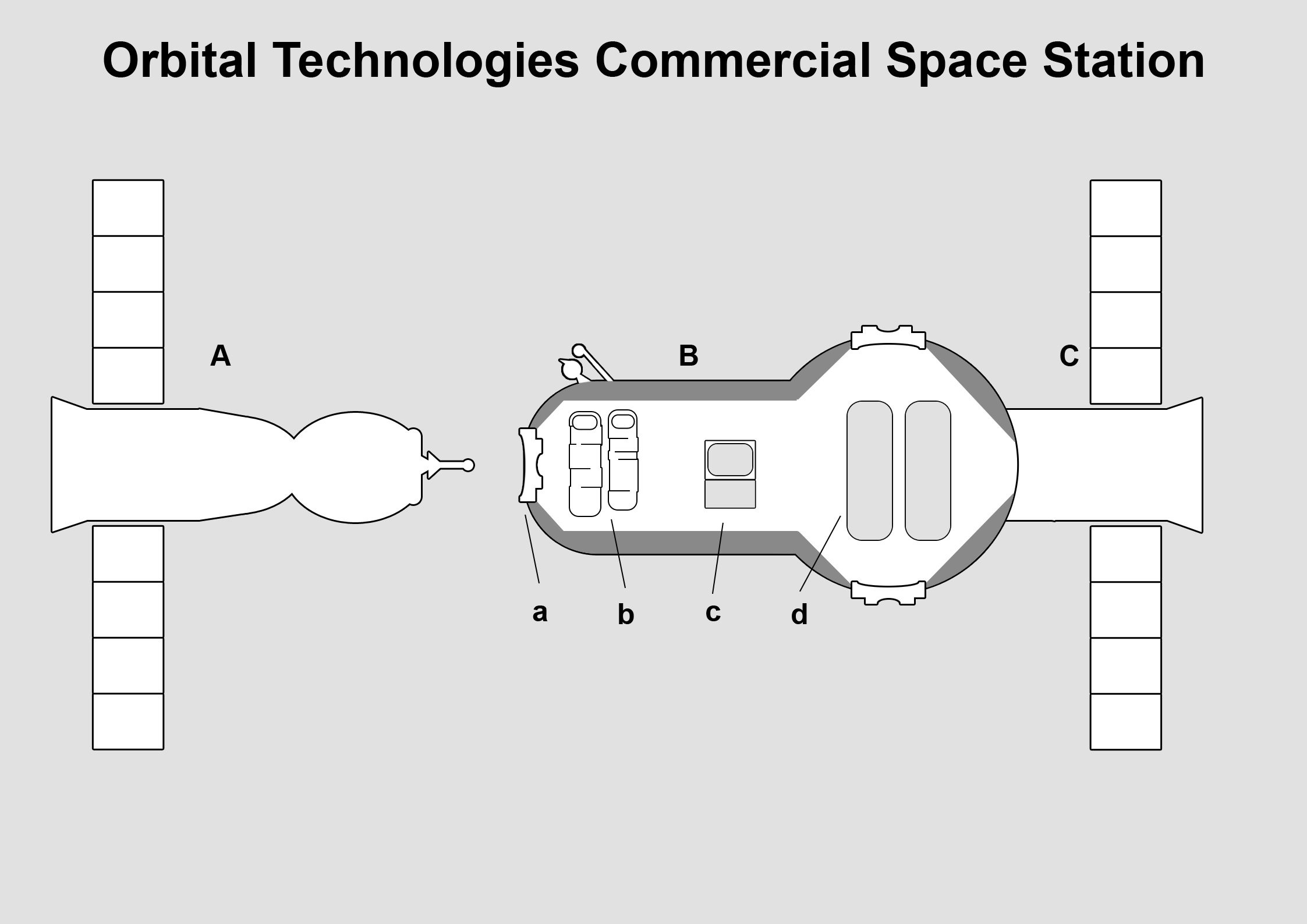
Planowana prywatna rosyjska stacja kosmiczna

Commercial Space Station (ros. Коммерческая Космическая Станция) – pierwotnie planowana na 2016 rok, prywatna stacja kosmiczna firmy Orbital Technologies Ltd. (ros. Орбитальные технологии). W zamyśle ma być opartą na rosyjskich technologiach (firma współpracuje z agencją Roskosmos) stacją orbitalną, zdolną zapewnić warunki bytowe dla maksymalnie 7 osób. Jej głównym przeznaczeniem będzie komercyjny hotel dla kosmicznych turystów. Planowana pierwotnie cena za pięciodniowy pobyt miała wynosić 100 000 dolarów.

## Opis stacji
Stacja oparta zostanie najprawdopodobniej na sprawdzonych rozwiązaniach z programów Salut i Ałmaz. Ma zostać wyniesiona na orbitę o nachyleniu 51,6 stopnia, co ma pozwolić na łatwą komunikację z ISS.
Systemy dokowania CSS mają umożliwić wykorzystanie wszystkich obecnie aktywnych systemów transportowych, zarówno załogowych, jak Sojuz-TMA, Shenzhou czy Dragon, jak i towarowych, jak ATV czy Progress.
Planowane wymiary stacji: średnica modułu ok. 3 metrów, pojemność hermetyzowana ok. 20 m³. Kadłub ma być wyposażony w duże okna widokowe na osi pionowej stacji.